# 大友親治
大友 親治（おおとも ちかはる）は、戦国時代の武将・戦国大名。豊後国大友氏の18代当主。15代当主・大友親繁の五男。

## 生涯
寛正2年（1461年）、大友親繁の五男として誕生したが、当初は家督相続の可能性は無く、出家して肥後国瑞光寺に入寺。長兄の大友政親が家督を継いだ後に還俗して大友一族の松野氏（大友親時の子である松野具親に始まる名族）を継いだとされ、政親や甥の義右を補佐した。
長享3年/延徳元年（1489年）、政親の上洛中に肥後国で異母兄弟の日田親胤（親勝）が、政親やその嫡子義右の家督を不服として謀反を起こした日田の乱では、討伐の大将として軍を率いて出陣、乱を平定し兄や甥を助けた。
かねてより大友家は大内家による内政干渉を受けていたこともあり内紛が絶えず、13代当主大友親綱の六男である大聖院宗心（大友親実）が、足利義材を擁する周防長門守護大内義興らを後ろ盾に家督相続に対して策謀をめぐらせ度々干渉してくるものの、親治はこれを拒んで宗心や大内義興と対決姿勢を取っていく事となる。
また、次男元載を戸次氏に、異母弟・親常を日田氏に入嗣させるなど、大友氏一門の強化を計った。
明応5年（1496年）、病により義右が急逝、翌月に政親が切腹により相次いで死去すると大友姓に戻り、直ちに軍を起こして宗心派や大内義興ら大友宗家に対する反乱勢力による御所辻の乱を鎮めて家中の混乱を収拾。後継者不在のまま17代当主である義右が没した後、家督は兄が再度継いだため豊前守政親より一家相続した。
明応6年（1497年）、嫡子大友親匡（義長）を義右の嗣子とするため、室町幕府管領であった細川政元を通じて将軍足利義高（義澄）と、前将軍足利義材に使者を派遣して両者に允許を求めた。この動きに対して、大内義興が異を唱えて大聖院宗心を19代当主にしようと擁立し再び干渉するが、明応7年（1498年）、親治は豊前国下毛郡の戦いで大内軍を破って宗心を周防へ追放。同年8月に8代当主の氏時以来となる豊前守護の座に就き、義長への家督相続の允許も得て大友家を完全に掌握。大友氏の守護大名から戦国大名への脱皮を成し遂げた。
明応8年（1499年）、親治は豊前の宇佐・下毛・築城郡を制圧した。
明応9年（1500年）、将軍足利義高より、親治ほか菊池武運や阿蘇惟長等の九州諸豪に対し、前将軍足利義材（義尹）の討伐が命じられる。
文亀元年（1501年）、家督を義長に譲って隠居。義長は豊後・豊前・筑後三カ国守護と筑前・肥前両国内の所領を安堵されたが、実権は親治が掌握しており、勘合を得て日明貿易（遣明船派遣）や領国支配体制の整備を行うなど、義長との共同統治を進めながら戦国大名としての大友氏の礎を着実に固めていった。
浄土宗鎮西派見佛山西厳院浄土寺（満誉覚了上人開山）および西山浄土宗尋聲山来迎寺（文忠梵榮上人開山）はともに文亀元年に親治により創建されたと伝えられる。
同年6月、将軍足利義高より九州探題職を与えられる。また、親治をはじめ少弐資元、菊池武運や大内義興の弟大内高弘に対して義材の討伐命令が改めて発せられる。
文亀元年（1501年）から文亀3年（1503年）、永正3年（1506年)にかけて親治は少弐資元軍とともに豊前、筑前の各地で、大内義興との攻防を繰り返した。
永正5年（1508年)、足利義材(義稙)は将軍に復職。この将軍交代に対して、大友親治・義長父子は、大内義興と和議を結んだ。同年８月８日、祈願成就として豊後若宮八幡宮を造替。１２月２３日、豊後賀来社に田北村の地を寄進し祭礼を営せしむとある。
永正15年（1518年）、義長が自身に先立って死去するという不幸に見舞われたが、20代当主となった孫の親安（義鑑）の後見をつとめ、大永4年（1524年）に64歳で死去した。

## 偏諱を受けた人物
- 上野治信（うえの はるのぶ）- 足利氏系豊後上野氏の当主。父は大友親繁から偏諱を賜った上野繁信、子に同義鎮から偏諱を賜った上野鎮信・上野鎮政がいる。
- 臼杵治直（うすき はるなお）- 臼杵長景の叔父。（※時代劇『大友宗麟〜心の王国を求めて』では諱は治元（はるもと）となっている。）
- 江藤治定（えとう はるさだ）- 九州千葉氏の一族でその家臣。大友親繁から1字賜った江藤繁常の孫。父は公氏（きんうじ）、子に公宗（きんむね）、孫の統晴は大友義統から1字賜る。
- 大野治基（おおの はるもと） - 豊後大神氏の庶流、大野氏の当主。
- 雄城治景（おぎ はるかげ） - 大友氏家臣、加判衆。若狭守。義鎮の代の家臣・雄城鎮景（しげかげ）は嫡男。雄城氏は、豊後大神氏の一族とされる。
- 賀来治綱（かく はるつな）- 賀来（加来）氏は豊後大神氏の支流。柞原八幡宮大宮司。
- 蒲池治久（かまち はるひさ）- 蒲池繁久の孫、蒲池鑑久の父。蒲池氏14代、後蒲池5代目。
- 清田治忠（きよた はるただ）
- 清田治信（きよた はるのぶ）- 治忠の叔父。通称、次郎刑部左衛門。
- 清田治仙（きよた はるのり）- 治忠の嫡男。大友義鎮（宗麟）の娘婿となった清田鎮忠の曽祖父にあたる。
- 新開治真（しんがい はるざね）- 赤星統家の曽祖叔父（曽祖父・武規の弟）。
- 高田義治（たかだ よしはる）- 源重遠(清和源氏満政流)の末裔とされる高田隆定（たかさだ、大友親隆より偏諱を賜る）の子。大友義鑑の代まで仕え、勢場ヶ原の戦いで戦死。子の鑑将（あきまさ）は義鑑から偏諱を賜る。
- 田尻治種（たじり はるたね）- 田尻鑑種の祖父。
- 長野治言（ちょうの はるとき）- 豊前長野氏の一族。
- 古庄治重（ふるしょう はるしげ） - 古庄氏の当主で田染荘政所。朽網親満の項を参照のこと。
- 真玉治房（またま はるふさ）- 大友氏一族。父は親房。のち鑑賢（あきかた）に改名。